# Gran Premio de Malasia
El Gran Premio de Malasia fue una carrera de automovilismo perteneciente al Campeonato de Fórmula 1 desde la temporada 1999 hasta 2017. Se disputaba en el circuito Internacional de Sepang, en Kuala Lumpur, Malasia. A lo largo de sus ediciones, el GP de Malasia ha sido patrocinado por Petronas, la empresa estatal de petróleos.
Las dos primeras ediciones del Gran Premio de Malasia se disputaron en octubre, apareadas con el Gran Premio de Japón. Desde 2001, la carrera es la segunda o tercera carrera de la temporada, como parte de la gira que incluye las carreras en Australia, Baréin y más recientemente también China. La GP2 Asia Series acompañó a la Fórmula 1 en 2008 y 2009, y la GP2 Series lo hizo en 2012, 2013 y 2016.
El circuito ha mostrado sus cualidades en los Grandes Premios hasta ahora disputados, con mucha acción y clima que puede variar del calor seco o calor húmedo hasta la tormenta tropical en cuestión de minutos.
Hasta ahora, una de las carreras más recordadas es la de 1999, cuando Michael Schumacher, de regreso a las competiciones tras una larga ausencia debido a una fractura ocurrida durante el Gran Premio de Gran Bretaña de ese año dominó la carrera y obtuvo el segundo lugar detrás de su compañero en el equipo Ferrari, Eddie Irvine. Ambos corredores serían descalificados por irregularidades técnicas, pero tras una apelación, se anuló la descalificación.
La carrera de 2001 se disputó con fuertes lluvias desde la mitad de la carrera. Las condiciones se pusieron tan malas que casi al mismo tiempo los dos Ferrari de Michael Schumacher y Rubens Barrichello se salieron de pista en el mismo viraje. Increíblemente ambos pilotos se recuperaron y llegaron a la meta en primero y segundo puesto.
El piloto alemán Sebastian Vettel se convirtió en el máximo ganador de este Gran Premio al ganar las ediciones 2010, 2011, 2013 y 2015. En 2017, Max Verstappen gana la carrera por delante de Lewis Hamilton.

## Ganadores

### Fórmula 1
Las ediciones que no forman parte del Campeonato Mundial de Fórmula 1 están indicadas con un fondo de color rosado.
| Año        | Piloto                                     | Constructor                                | Circuito                                   | Resultados                                 |                                            |
| ---------- | ------------------------------------------ | ------------------------------------------ | ------------------------------------------ | ------------------------------------------ | ------------------------------------------ |
| 1962       | Yong Nam Kee                               | Jaguar E-Type                              | Thomson Road                               | Resultados                                 |                                            |
| 1963       | Albert Poon                                | Lotus 23                                   | Thomson Road                               | Resultados                                 |                                            |
| 1964       | Cancelada después de 7 vueltas disputadas. | Cancelada después de 7 vueltas disputadas. | Cancelada después de 7 vueltas disputadas. | Cancelada después de 7 vueltas disputadas. | Cancelada después de 7 vueltas disputadas. |
| 1965       | Albert Poon (2)                            | Lotus 23                                   | Thomson Road                               | Resultados                                 |                                            |
| 1966- 1967 | No se disputó.                             | No se disputó.                             | No se disputó.                             | No se disputó.                             | No se disputó.                             |
| 1968       | Hengkie Irawan                             | Elfin 600-Ford                             | Shah Alam                                  | Resultados                                 |                                            |
| 1969       | Tony Maw                                   | Elfin 600-Ford                             | Shah Alam                                  | Resultados                                 |                                            |
| 1970       | John MacDonald                             | Brabham-Ford                               | Shah Alam                                  | Resultados                                 |                                            |
| 1971       | John MacDonald (2)                         | Brabham-Ford                               | Shah Alam                                  | Resultados                                 |                                            |
| 1972       | Harvey Simon                               | Elfin-Ford                                 | Shah Alam                                  | Resultados                                 |                                            |
| 1973       | Sonny Rajah                                | March-Ford                                 | Shah Alam                                  | Resultados                                 |                                            |
| 1974       | John MacDonald (3)                         | Ralt-Ford                                  | Shah Alam                                  | Resultados                                 |                                            |
| 1975       | John MacDonald (4)                         | Ralt-Ford                                  | Shah Alam                                  | Resultados                                 |                                            |
| 1976       | No se disputó.                             | No se disputó.                             | No se disputó.                             | No se disputó.                             | No se disputó.                             |
| 1977       | Patrick Tambay                             | March-BMW                                  | Shah Alam                                  | Resultados                                 |                                            |
| 1978       | Graeme Lawrence                            | March-Ford                                 | Shah Alam                                  | Resultados                                 |                                            |
| 1979       | Ken Smith                                  | March-Ford                                 | Shah Alam                                  | Resultados                                 |                                            |
| 1980       | Steve Millen                               | Ralt-Ford                                  | Shah Alam                                  | Resultados                                 |                                            |
| 1981       | Andrew Miedecke                            | Ralt-Ford                                  | Shah Alam                                  | Resultados                                 |                                            |
| 1982       | Andrew Miedecke (2)                        | Ralt-Ford                                  | Shah Alam                                  | Resultados                                 |                                            |
| 1983- 1994 | No se disputó.                             | No se disputó.                             | No se disputó.                             | No se disputó.                             | No se disputó.                             |
| 1995       | Paul Stokell                               | Reynard-Holden                             | Shah Alam                                  | Resultados                                 |                                            |
| 1996- 1998 | No se disputó.                             | No se disputó.                             | No se disputó.                             | No se disputó.                             | No se disputó.                             |
| 1999       | Eddie Irvine                               | Ferrari                                    | Sepang                                     | Resultados                                 |                                            |
| 2000       | Michael Schumacher                         | Ferrari                                    | Sepang                                     | Resultados                                 |                                            |
| 2001       | Michael Schumacher (2)                     | Ferrari                                    | Sepang                                     | Resultados                                 |                                            |
| 2002       | Ralf Schumacher                            | Williams-BMW                               | Sepang                                     | Resultados                                 |                                            |
| 2003       | Kimi Räikkönen                             | McLaren-Mercedes                           | Sepang                                     | Resultados                                 |                                            |
| 2004       | Michael Schumacher (3)                     | Ferrari                                    | Sepang                                     | Resultados                                 |                                            |
| 2005       | Fernando Alonso                            | Renault                                    | Sepang                                     | Resultados                                 |                                            |
| 2006       | Giancarlo Fisichella                       | Renault                                    | Sepang                                     | Resultados                                 |                                            |
| 2007       | Fernando Alonso (2)                        | McLaren-Mercedes                           | Sepang                                     | Resultados                                 |                                            |
| 2008       | Kimi Räikkönen (2)                         | Ferrari                                    | Sepang                                     | Resultados                                 |                                            |
| 2009       | Jenson Button                              | Brawn-Mercedes                             | Sepang                                     | Resultados                                 |                                            |
| 2010       | Sebastian Vettel                           | Red Bull-Renault                           | Sepang                                     | Resultados                                 |                                            |
| 2011       | Sebastian Vettel (2)                       | Red Bull-Renault                           | Sepang                                     | Resultados                                 |                                            |
| 2012       | Fernando Alonso (3)                        | Ferrari                                    | Sepang                                     | Resultados                                 |                                            |
| 2013       | Sebastian Vettel (3)                       | Red Bull-Renault                           | Sepang                                     | Resultados                                 |                                            |
| 2014       | Lewis Hamilton                             | Mercedes                                   | Sepang                                     | Resultados                                 |                                            |
| 2015       | Sebastian Vettel (4)                       | Ferrari                                    | Sepang                                     | Resultados                                 |                                            |
| 2016       | Daniel Ricciardo                           | Red Bull-TAG Heuer                         | Sepang                                     | Resultados                                 |                                            |
| 2017       | Max Verstappen                             | Red Bull-TAG Heuer                         | Sepang                                     | Resultados                                 |                                            |

## Estadísticas

### Pilotos con más victorias
| Victorias | Piloto               | Años                   |
| --------- | -------------------- | ---------------------- |
| 4         | Sebastian Vettel     | 2010, 2011, 2013, 2015 |
| 3         | Michael Schumacher   | 2000, 2001, 2004       |
| 3         | Fernando Alonso      | 2005, 2007, 2012       |
| 2         | Kimi Räikkönen       | 2003, 2008             |
| 1         | Eddie Irvine         | 1999                   |
| 1         | Ralf Schumacher      | 2002                   |
| 1         | Giancarlo Fisichella | 2006                   |
| 1         | Jenson Button        | 2009                   |
| 1         | Lewis Hamilton       | 2014                   |
| 1         | Daniel Ricciardo     | 2016                   |
| 1         | Max Verstappen       | 2017                   |

### Constructores con más victorias
| Victorias | Constructor | Años                                     |
| --------- | ----------- | ---------------------------------------- |
| 7         | Ferrari     | 1999, 2000, 2001, 2004, 2008, 2012, 2015 |
| 5         | Red Bull    | 2010, 2011, 2013, 2016, 2017             |
| 2         | Renault     | 2005, 2006                               |
| 2         | McLaren     | 2003, 2007                               |
| 1         | Williams    | 2002                                     |
| 1         | Brawn       | 2009                                     |
| 1         | Mercedes    | 2014                                     |

### Motores con más victorias
| Victorias | Constructor | Años                                     |
| --------- | ----------- | ---------------------------------------- |
| 7         | Ferrari     | 1999, 2000, 2001, 2004, 2008, 2012, 2015 |
| 5         | Renault     | 2005, 2006, 2010, 2011, 2013             |
| 4         | Mercedes    | 2003, 2007, 2009, 2014                   |
| 2         | TAG Heuer   | 2016, 2017                               |
| 1         | BMW         | 2002                                     |